# أجهور الصغرى
أجهور الصغرى إحدى قرى مركز القناطر الخيرية التابع لمحافظة القليوبية بجمهورية مصر العربية.

## التاريخ
ذكرها علي مبارك في كتابه الخطط التوفيقية باسم "اجهور الفرعة"، حيث ذكر أنها قرية من قرى القليوبية بقسم قليوب، وأن بها مسجد ويعمل أهلها في الزراعة.

## السكان
بلغ عدد سكان أجهور الصغرى 14,851 نسمة، حسب الإحصاء الرسمي لعام 2006.